# Przheválskoye
Przheválskoye (ruso: Пржева́льское) es un asentamiento de tipo urbano de Rusia perteneciente al raión de Demídov de la óblast de Smolensk.
En 2021, el asentamiento tenía una población de 1366 habitantes.
Se ubica en la orilla septentrional del lago Sapshó, en el centro del parque nacional de los Lagos de Smolensk, unos 30 km al noreste de la capital distrital Demídov.

## Historia
Conocido en sus orígenes como "Slobodá" (Слобода́), se conoce la existencia del pueblo desde 1724, cuando aparecen documentos sobre la construcción de su iglesia. Slobodá se hizo famosa cuando en 1881 el famoso explorador Nikolái Przewalski compró una finca en la que pasó parte de sus últimos años de vida. Llegó a ser capital distrital brevemente entre 1929 y 1930, cuando se creó la Óblast Occidental, y nuevamente entre 1938 y 1960. El pueblo fue casi totalmente destruido en 1943, cuando se ubicó durante varios meses en la línea de frente de la Segunda Guerra Mundial. Durante la posterior época soviética fue reconstruido como un sitio turístico, con un museo en la casa del explorador Przewalski, que dio su actual topónimo al pueblo en 1964, y un resort en torno a las aguas minerales descubiertas en la década de 1970. Adoptó estatus de asentamiento de tipo urbano en 1974.

## Clima
| Parámetros climáticos promedio de Przheválskoye | Parámetros climáticos promedio de Przheválskoye | Parámetros climáticos promedio de Przheválskoye | Parámetros climáticos promedio de Przheválskoye | Parámetros climáticos promedio de Przheválskoye | Parámetros climáticos promedio de Przheválskoye | Parámetros climáticos promedio de Przheválskoye | Parámetros climáticos promedio de Przheválskoye | Parámetros climáticos promedio de Przheválskoye | Parámetros climáticos promedio de Przheválskoye | Parámetros climáticos promedio de Przheválskoye | Parámetros climáticos promedio de Przheválskoye | Parámetros climáticos promedio de Przheválskoye | Parámetros climáticos promedio de Przheválskoye |
| Mes                                             | Ene.                                            | Feb.                                            | Mar.                                            | Abr.                                            | May.                                            | Jun.                                            | Jul.                                            | Ago.                                            | Sep.                                            | Oct.                                            | Nov.                                            | Dic.                                            | Anual                                           |
| ----------------------------------------------- | ----------------------------------------------- | ----------------------------------------------- | ----------------------------------------------- | ----------------------------------------------- | ----------------------------------------------- | ----------------------------------------------- | ----------------------------------------------- | ----------------------------------------------- | ----------------------------------------------- | ----------------------------------------------- | ----------------------------------------------- | ----------------------------------------------- | ----------------------------------------------- |
| Temp. máx. media (°C)                           | -4.3                                            | -3.3                                            | 2.2                                             | 10.9                                            | 17                                              | 20.2                                            | 22.8                                            | 21.3                                            | 15.7                                            | 8.3                                             | 2.4                                             | -1.6                                            | 9.3                                             |
| Temp. media (°C)                                | -6.3                                            | -5.9                                            | -1.2                                            | 6.5                                             | 13                                              | 16.5                                            | 19.1                                            | 17.6                                            | 12.4                                            | 5.9                                             | 0.8                                             | -3.3                                            | 6.3                                             |
| Temp. mín. media (°C)                           | -8.6                                            | -8.8                                            | -4.8                                            | 1.7                                             | 8.1                                             | 12.1                                            | 14.9                                            | 13.8                                            | 9                                               | 3.6                                             | -1                                              | -5.2                                            | 2.9                                             |
| Precipitación total (mm)                        | 55                                              | 48                                              | 46                                              | 44                                              | 73                                              | 86                                              | 96                                              | 84                                              | 72                                              | 72                                              | 60                                              | 54                                              | 790                                             |
| Fuente:                                         |                                                 |                                                 |                                                 |                                                 |                                                 |                                                 |                                                 |                                                 |                                                 |                                                 |                                                 |                                                 |                                                 |